# Barbara Engleder
Barbara Engleder est une tireuse sportive allemande née le 16 septembre 1982 à Eggenfelden. Elle a remporté la médaille d'or en carabine à 50 m 3 positions aux Jeux olympiques d'été de 2016 à Rio de Janeiro.